# Cele trei maimuțe
Cele trei maimuțe (în turcă Üç Maymun) este un film turcesc dramatic polițist din 2008 regizat de Nuri Bilge Ceylan. Filmul a fost propunerea oficială a Turciei la premiul Oscar pentru cel mai bun film străin la a 81-a ediție a premiilor Oscar și a ajuns pe lista scurtă din ianuarie, dar nu a fost nominalizat. Ceylan a primit premiul pentru cel mai bun regizor la Festivalul Internațional de Film de la Cannes din 2008.

## Prezentare
O familie este distrusă atunci când mici eșecuri se transformă în minciuni extravagante. 
Povestea filmului începe cu un om de afaceri bogat, Servet, care a pornit o campanie pentru viitoarele alegeri. Acesta este singur la volan, în mașină, este somnoros și se luptă să nu i se închidă ochii. Câteva secunde mai târziu lovește și ucide un pieton în mijlocul drumului. Servet se panichează când se apropie o altă mașină cu un cuplu înăuntru și fuge.
Eyüp, un bărbat care locuiește într-o mahala din cartierul Edikule din Istanbul, cu soția și singurul său fiu, este șoferul lui Servet. El este trezit în toiul nopții de telefonul mobil care sună. Este șeful lui, care îi spune lui Eyüp că trebuie să se întâlnească imediat. Tremurând din cauza șocului, Servet îi spune șoferului ce a pățit. Scuza lui este că, dacă accidentul fatal apare în presă, i-ar pune capăt carierei politice, așa că îi propune lui Eyüp să se declare el vinovat și să rămână în închisoare pentru o scurtă perioadă de timp în schimbul unei sume de bani după eliberare, în timp ce încă îi va plăti salariul său familiei pentru ca aceștia să se descurce. Eyüp acceptă afacerea.
După o perioadă nespecificată de timp, a venit vara, iar fiul lui Eyüp İsmail nu reușește să intre la facultate, după mai multe încercări. Mama sa, Hacer, care lucrează în divizia de servicii alimentare a unei fabrici, începe să fie îngrijorată pentru fiul ei după aceste evenimente neplăcute și încearcă să-l convingă să caute un loc de muncă. İsmail sugerează să ducă cu mașina copii de acasă la școală, dar, desigur, nu au nicio sursă financiară pentru acest tip de afacere. İsmail îi spune mamei sale să ceară o plată în avans lui Servet fără să-i spună lui Eyüp. Hacer se întâlnește cu Servet, în biroul său după alegeri (alegeri pe care le-a pierdut) și îi cere bani. După ce Hacer părăsește biroul și se duce să aștepte un autobuz în stație, apare Servet care o convinge pe Hacer să o ducă el înapoi la casa ei.
Trece o perioadă nespecificată și mai mare de timp. İsmail intenționează să-și viziteze tatăl. Lucrurile iau o întorsătură neplăcută când își dă seama că mama sa are o aventură cu Servet. İsmail rămâne pasiv. După ce a executat nouă luni de închisoare, Eyüp este eliberat. Simte că lucrurile sunt „puțin ciudate” în interiorul casei sale. Hacer este îndrăgostită de Servet și insistă să continue aventura, dar Servet nu este de acord. În acea noapte, Hacer și Eyüp sunt chemați la secția de poliție unde sunt informați că Servet a fost ucis. Ofițerii de poliție îi interoghează pe cei doi și Eyüp află că Hacer l-a înșelat cu Servet. Dar el neagă că a știut ceva în acest sens. İsmail îi mărturisește mamei sale că el l-a ucis pe Servet. Eyüp se liniștește după ce face o vizită la o moschee. După aceea, Eyüp începe să vorbească cu un om foarte sărac care lucrează și doarme într-o casă de ceai din cartier. Eyüp îi face aceeași propunere bietului om, Bayram, pe care i-a făcut-o Servet lui: să ia asupra sa crima comisă de fiul său.

## Distribuție
- Yavuz Bingöl⁠(d) ca Eyüp
- Hatice Aslan⁠(d) ca Hacer
- Ahmet Rıfat Șungar ca İsmail
- Ercan Kesal ca Servet
- Cafer Köse ca Bayram
- Gürkan Aydın - copil

## Primire
Filmul Cele trei maimuțe a avut recenzii pozitive din partea criticilor. Pe web-site-ul Rotten Tomatoes, filmul are un rating „certificat proaspăt” de 78%, bazat pe 58 de recenzii, cu o notă medie de 6,8 din 10. Consensul critic al site-ului spune că: „explorând efectele relației unei familii cu un politician subestimat, această dramă polițistă evită să arate rezultatele violente ale faptelor rele ale personajelor sale, rezultând un film puternic și persistent”. Pe Metacritic, filmul are un scor de 73 din 100, bazat pe 14 critici, cu „recenzii în general favorabile”.

## Premii
Filmul a avut premiera în competiție la Festivalul Internațional de Film de la Cannes din 2008, la 16 mai, unde Ceylan a câștigat, zece zile mai târziu, premiul pentru cel mai bun regizor. Este a patra oară când Ceylan este premiat la Cannes, după premiera filmului Uzak în 2004 și a filmului Iklimler⁠(d) în 2006. De asemenea, a câștigat Premiul Ancora de Aur la Festivalul Internațional de Film de la Haifa din Israel. Filmul a câștigat premiul pentru cele mai bun efecte speciale la Festivalul Internațional de Film de la Antalya (Antalya Altın Portakal Film Festivali), precum și premiul Siyad la Festivalul Internațional de Film Eurasia din Kazahstan.
La Festivalul Filmului Arab și Asiatic Cinefan din Osian, India filmul a câștigat premiul pentru cel mai bun regizor, iar la Festivalul Internațional de Film al Cineaștilor „Frații Manakia” de la Bitolia din Macedonia de Nord a primit premiul Mosfilm și o mențiune specială.
Ceylan a primit premiul pentru regie la Asia Pacific Screen Awards, din Brisbane, Australia, unde filmul a fost nominalizat și la categoriile cel mai bun lungmetraj și cea mai bună cinematografie.